# Курінь «Скажені»
«Скажені» — курінь УПА, що входив до складу ТВ-22 «Чорний ліс» ВО-4 «Говерля» УПА-Захід. Дата створення куреня — орієнтовно березень 1944 року. Організатор і командир куреня — хорунжий Василь Андрусяк (псевдо — Різун), від 7 січня 1945 — старший булавний Павло Вацик (псевдо — Прут). У березні 1945 року розділений на два курені — «Підкарпатський» і «Дзвони».

## Бойові дії
Кінець березня 1944 — на дорозі Станіслав-Калуш в засідку куреня УПА «Скажені» потрапили три вантажівки, наповнені німецькими та угорськими солдатами. Внаслідок короткочасного бою німці загинули, а угорці здалися в полон.
23 квітня 1944 року — радянські партизани з угруповання Михайла Шукаєва виявили табір куреня «Різуна» у Чорному лісі на Станіславщині та спробували захопити його. Незважаючи на те, що табір мав невеликі сили, УПА зуміла відбити атаки Совєтів, але завдяки перевазі ворога відійшла в райони сіл Грабівка та Майдан, попередньо встигнувши евакуювати припаси, зібрані в таборі.
27 квітня 1944 року — радянські партизани Шукаєва зробили спробу захопити село Грабівка, куди передислокувався штаб Андрусяка, але були відбиті. Вони залишили на полі бою чотирьох убитих і вісімнадцять коней. Незабаром після цього прибули підрозділи УПА створили в селах навколо Чорного лісу гарнізони. Таким чином, була створена оборонна ділянка протяжністю понад двадцять кілометрів.
29 квітня 1944 року — в 5.30 ранку партизани знову напали на село Грабівка і захопили більшу його частину. Загін УПА (оточений на невеликій ділянці землі) чинив запеклий опір. Під час бою був поранений Василь Андрусяк. Від знищення загону врятувало підкріплення (чота «Морозенко»), що змусило радянських партизан відійти в ліс. Перед відступом, на кладовищі вони розстріляли 23 жителів села, включаючи капелана УПА, отця Микитюка. За власними даними, радянські партизани втратили п'ятнадцять чоловік убитими. У солдатів УПА, крім розстріляних цивільних осіб, було четверо убитих і кілька поранених. Під час зіткнення було спалено 25 будинків.
1—7 травня 1944 року — радянські партизани Шукаєва атакували село Майдан, але були змушені відступити. На наступний день УПА організувала наліт на групу партизан біля Нивочина. Кілька партизан загинули. Командування УПА, як з'ясувалося, справедливо передбачало, що радянці спробують відіграти реванш. Тому в селі була організована оборона. Як і очікувалося 7 травня радянські партизани знову завдали удару по Майдану. Після декількох годин боїв УПА відбила атаку, убивши кілька нападників.
8—9 липня 1944 року — бій на горі Лопата.
6 серпня 1944 року — 2-га чота 1-ї сотні під командою булавного Славка зробила засідку на шляху Ластівка — Ясінка Масьова (нині — с. Ясениця). У неї потрапили 150 німецьких вояків з 60 возами. Ворог втратив 32 вбитими та 107 полоненими. Здобуто 23 кулемети, 500 крісів, велику кількість амуніції та ліків. Втрати повстанців — 1 поранений.
7 серпня 1944 німці в знак помсти спробували оточити сотню і поблизу села Зубриця вона була практично розбита. Колишній командир УНС Олександр Луцький на допиті в НКВС розповів, що тоді пересувався в супроводі загону, і сам дивом вцілів, а після катастрофи з залишками сотні кілька днів блукав лісами й опинився в районі села Завадка, де приєднався до сотні «Месники» якою командував Олексій Химинець.
12 жовтня 1944 року — взяття райцентрів Лисець і Богородчани.
15 жовтня 1944 року — розгром прикордонної застави з 80 осіб у селі Красне, втрати — двоє поранених.
19 жовтня 1944 року — бій із внутрішніми військами біля села Селище, після бою зігнані більшовиками місцеві жителі вивезли трупи 173 енкаведистів, втрати повстанців 3 дезертири.
12 грудня 1944 року — бій із військами НКВС СРСР біля села Виноград. Знищено 97 ворогів, кількість поранених невідома; втрати повстанців — 4 вбиті й 4 поранені.
6 січня 1945 року курінь командира Різуна зліквідував у селі Ріп'янка більшовицьку залогу з 350 енкаведистів і прокурора, загинули 120 чекістів при втратах повстанців двома вбитими і одним пораненим.
19 січня 1945 року — бій біля села Глибока. Знищено 320 ворогів, кількість поранених невідома; втрати повстанців — 7 убитих і 11 поранених.
січень 1945 року — бій між селами Великі Дідушичі та Малі Дідушичі, знищено 135 ворогів, кількість поранених невідома; втрати повстанців — 1 убитий і 5 поранених.
лютий 1945 року — наскок разом з іншими відділами Коломийського та Станиславівського відтинків (1200 чол.) на гарнізон МВС (500 чол.) у селі Космач. Знищено автоколону з 12 машин. Втрати більшовиків — біля 300 убитих і стільки ж поранених. Втрати повстанців — 12 убитих і 18 поранених.